# Mela, Corse-du-Sud

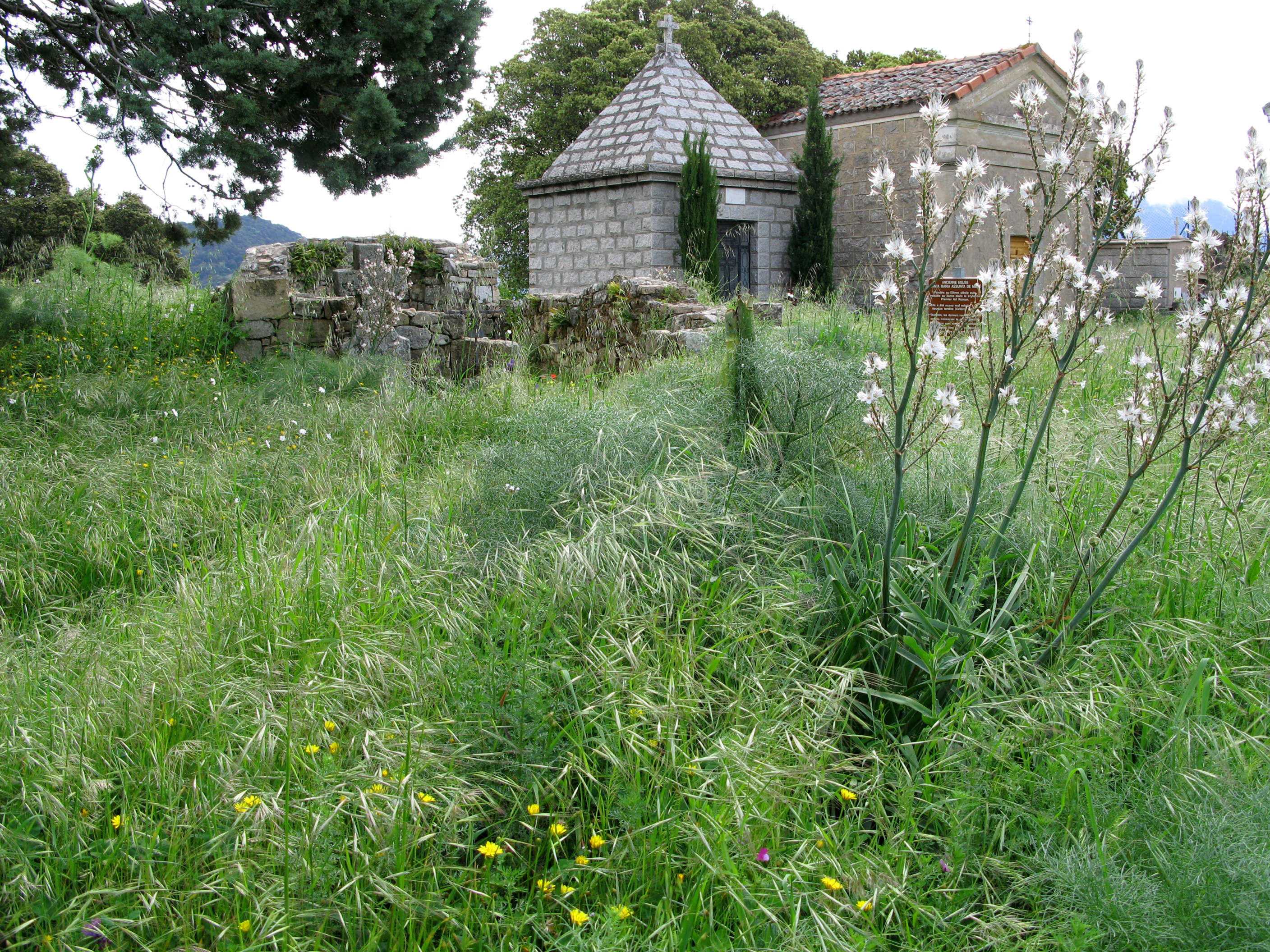
Ruins of the Church of Santa Maria Assunta

Mela là một xã của tỉnh Corse-du-Sud, thuộc vùng Corse, trên đảo Corse ở Pháp.